# Stiftungsverbund Westfalen-Lippe
Der Stiftungsverbund Westfalen-Lippe wurde 2006 als ein Projekt der Stiftung Westfalen-Initiative und des Zentrums für Nonprofit-Management gegründet. Er dient den rund 1100 Stiftungen in Westfalen und Lippe als  Vernetzungsinstanz und als Ansprechpartner bezüglich Fragen des Stiftungswesens. Der Stiftungsverbund hat seinen Sitz in Münster.

## Aufgaben
Zu den Hauptzielen des Stiftungsverbundes Westfalen-Lippe gehört die Bereitstellung von Informationen für Stiftungen aus dem Gebiet Westfalen-Lippe. In einer dafür angelegten Stiftungsdatenbank, mit mehr als 40.000 Einzeleinträgen, können sich die Mitglieder im Verbund über andere Stiftungen informieren und recherchieren. Der Stiftungsverbund hat sich das Ziel gesetzt, Kooperationen zwischen den Stiftungen zu fördern und den Erfahrungsaustausch zwischen Stiftungen voranzutreiben.

## Stiftungstage und Workshops
Einmal jährlich wird der Stiftungstag Westfalen-Lippe organisiert. Als Organisator lädt der Stiftungsverbund Referenten zu Themen des Stiftungswesens ein. Der erste Stiftungstag fand 2006 auf Gut Havichshorst in Münster-Handorf statt und war gleichzeitig der Gründungstag des Stiftungsverbundes. Der zweite Stiftungstag wurde 2007 unter dem Motto „Stiftungskooperationen: Gemeinsam stark!“ im Kloster Bentlage in Rheine veranstaltet. In Witten/Herdecke fand am 17. Oktober 2008 der dritte Stiftungstag in der Werner Richard Dr. Carl Dörken-Stiftung zum Thema Guerilla-Marketing statt. In 2010 wurde der Stiftungstag gemeinsam mit dem Kompetenzkreis Stiftungen OWL im LWL-Freilichtmuseum Detmold veranstaltet. Im Oktober 2011 fand der Stiftungstag unter dem Motto Fünf Jahre Stiftungsverbund Westfalen-Lippe in der Heimvolkshochschule Gottfried Könzgen in Haltern am See statt. Auch 2012 bot der Stiftungstag am 21. September in der Rohrmeisterei Schwerte interessante Vorträge und Workshops zu stiftungsrelevanten Themen. Der Stiftungstag Westfalen-Lippe 2013 fand im Juli in den Räumen der Bertelsmann Stiftung in Gütersloh statt. Für 2015 ist Telgte als Veranstaltungsort vorgesehen.
Der Stiftungsverbund Westfalen-Lippe gehört zu dem Initiatorenkreis, der den Stiftungstag Münster Westfalen 2009 gegründet hat. Neben dem Forum und den Workshops fand auch ein Markt der Stiftungen statt. Zu den Stiftungstagen Münster Westfalen kamen Persönlichkeiten aus dem Stiftungswesen wie Katja Ebstein und Christoph Metzelder (2014). Zu den jährlichen Stiftungstagen veranstaltet der Stiftungsverbund auch regelmäßig Workshops. 2010 sowie 2011 fanden Workshops zum Thema Stiftungskommunikation statt.